# Love It or List It Australia
Love It or List It Australia é uma série de TV australiana, baseada no programa canadense de mesmo nome, que começou a ser transmitido no LifeStyle em 27 de setembro de 2017. A série é apresentada por Andrew Winter (Selling Houses Australia) e Neale Whitaker (The Block; Editor da Vogue Living). É produzido exclusivamente para a Foxtel pela Beyond Productions.